# بونتيلاندولفو
بونتيلاندولفو هي مدينة إيطالية وبلدية تقع في تلال سانيو ضمن مقاطعة بينيفينتو، وهي تقع تقريبًا في منتصف الطريق بين نابولي وكامبوباسو.

## الجغرافيا
تقع بلدة بونتيلاندولفو في منطقة جبلية بإيطاليا، وتتنوع ارتفاعات المنطقة المحيطة بها بين 400 و1017 مترًا، فيما يقع مركز البلدة على ارتفاع 525 مترًا.
تحيط بمدينة بونتيلاندولفو ثلاثة جبال بارزة، وهي: جبل كالفيلو بارتفاع 1017 مترًا، وتوبو مانجيالاردو بارتفاع 917 مترًا، وجبل فورجيوسو الذي يصل ارتفاعه إلى 850 مترًا.

## تاريخ
يعود اسم القرية إلى الجسر الأسطوري "Pontis Landulphi" أو "جسر لاندولفي"، الذي سُمِّي نسبةً إلى الجندي الذي قُتل أثناء دفاعه عن الجسر ضد الرومان، بينما كان القرويون يفرون إلى بر الأمان. وقد تم تخليد ذكرى هذا الحدث في شعار القرية. ويُعتقد أن الجسر كان يمتد فوق نهر ألينتا، الذي ينبع من نهر كالوري إيربينو ‏.
وفقًا للفولكلور المحلي القديم، يُقال إن اللقب الإقليمي "Guerrera"، المشتق من الكلمة اللاتينية "Gverrera" التي تعني المحارب أو رجل الحرب، يعود في أصله إلى الجندي الذي لقي حتفه دفاعًا عن الجسر ضد الرومان. وقد استوطنت عشيرة جيريرا لعدة قرون الأراضي الخصبة الواقعة جنوب نهر ألينتا، الممتدة بين سان لوبو وبونتيلاندولفو، وتحديدًا في المنطقة التي تضم قرية جيالوناردو الحالية وما حولها.
تُذكر بونتيلاندولفو بشكل بارز باعتبارها الموقع، إلى جانب كاسالدوني، لمذبحة شهدت مقتل عدد كبير من السكان المدنيين على يد قوات الاحتلال البييمونتي في عام 1861.

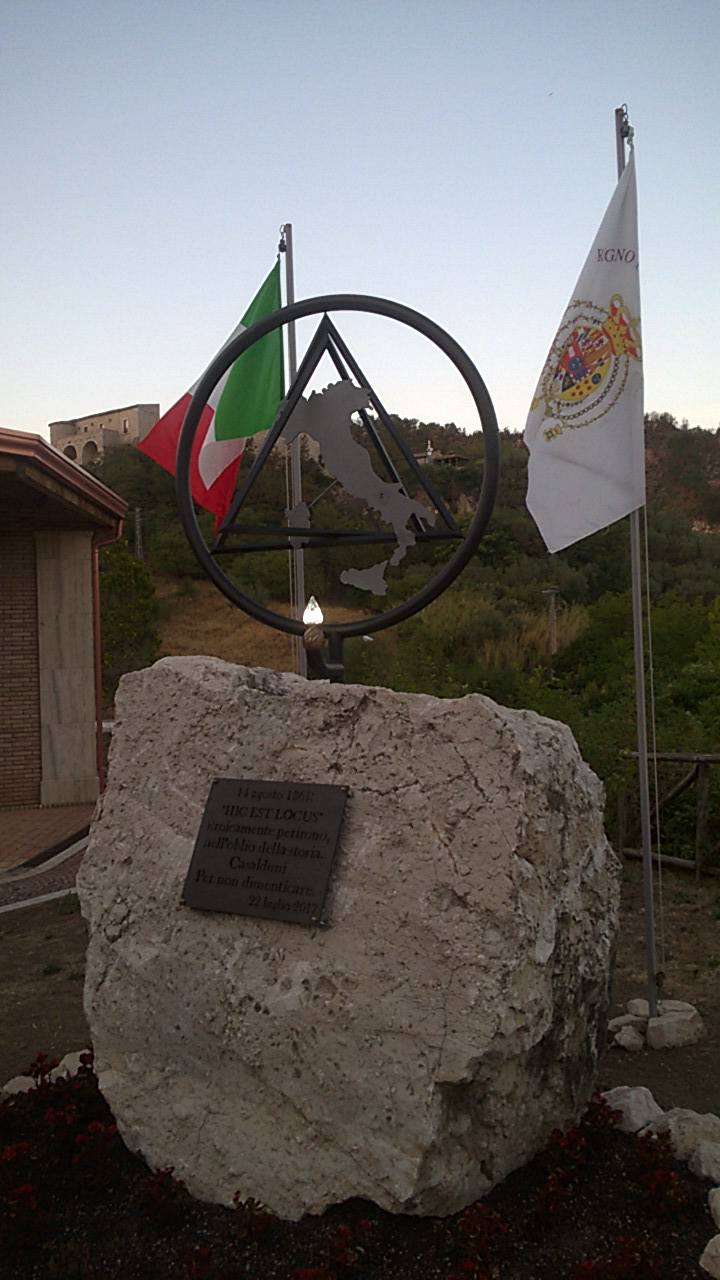
نصب تذكاري لذكرى مذبحة بونتيلاندولدو وكاسالدوني (1861)

هاجر العديد من سكان بونتيلاندولفو إلى الولايات المتحدة، حيث استقر مجتمع كبير منهم في ووتربيري، كونيتيكت، وما حولها، وأسّسوا هناك نادي بونتيلاندولفو المجتمعي. كما انتقل عدد كبير إلى كندا، خصوصًا إلى مدينة مونتريال. بعد الحرب العالمية الثانية وحتى أوائل سبعينيات القرن العشرين، هاجر العديد أيضًا إلى أستراليا، حيث استقر معظمهم في منطقة الساحل الشمالي والضواحي الشرقية في سيدني، وحملوا ألقاب عائلات مثل: جيريرا، أورسيني، موتشياتشيارو، روبّو، ومانشيني. استقر عدد قليل منهم في ملبورن وضواحيها. عمل المهاجرون الأوائل من بونتيلاندولفو في حقول قصب السكر في كوينزلاند قبل أن ينتقلوا إلى سيدني، حيث انضم إليهم فيما بعد أفراد عائلاتهم.

## المعالم السياحية الرئيسية
- برج العصور الوسطى (القرن الثاني عشر)
- كنيسة أنونزياتا أنتيكا (القرن الخامس عشر)
- كنيسة سان روكو (القرنين السابع عشر والثامن عشر)

## اقتصاد
تُستخدم مساحة كبيرة من الأراضي المحيطة ببونتيلاندولفو (14.91 كيلومتر مربع) في الزراعة، وذلك بفضل خصوبة التربة التي كانت معروفة منذ العصور الإغريقية القديمة. ويتركز الاستخدام الأساسي لهذه الأراضي على زراعة بساتين الزيتون، والمراعي، وزراعة الحبوب.

## المدن التوأم
تتوأم بونتيلاندولفو مع المدن التالية:
- Waterbury, USA

## روابط خارجية
- الموقع الرسمي
- أخبار بونتيلاندولفو